# Emirato dell'Alto Asir
L'Emirato di Asir era uno Stato divenuto indipendente dalle ceneri dell'Impero ottomano nel 1916. In precedenza l'Emirato era fino al 1801 un possesso degli sceriffi di Abu Arish della dinastia Khayràtida. Dal 1801 divenne una provincia ottomana affidata alla dinastia Rufayda. Nel 1823 anch'essi vennero sostituiti dalla tribù Banu Mughayd fino al 1834. Poi vennero gli Ayídidi fino al 1924.
Nel 1919 si unì con l'Emirato di Asir. Nel 1924 ne prese il controllo Abd al-Aziz il saudita, ma non ne poté effettuare l'annessione al suo Stato per l'opposizione britannica. La fusione col Najd avvenne nel 1930 contemporaneamente al Regno di Hijaz, a formare l'Arabia Saudita.